# Elevator (Eminem)
Elevator er en sang af den amerikanske rapper Eminem, der er med på hans album Relapse Refill fra 2009, genudgivelsen af hans album Relapse. "Elevator" var den første ikke-officielle og anden overal single udgivet den 15. december, den samme dag, som Hell Breaks Loose blev udgivet. Sangen er produceret af Eminem selv.
I sangen nævner Eminem, hans mentor Dr. Dre, hans afdøde bedste ven Proof, hans datter Hallie og Amy Winehouse.